# Grove City (Ohio)
Grove City è una città degli Stati Uniti d'America, situata nello Stato dell'Ohio, nella contea di Franklin. 
La città fa parte dell'area metropolitana di Columbus.